# Strażnik wybrzeża
Strażnik wybrzeża (kor.: 해안선, MOCT: Haeanseon) – południowokoreański dramat wojenny w reżyserii Kima Ki-duka, którego premiera odbyła się 14 listopada 2002 roku.

## Fabuła
Szeregowiec Kang jest żołnierzem patrolującym południowokoreańskie wybrzeże. Jest przekonany, że największym honorem dla niego jest zabicie szpiega z Północy i czeka na taką okazję. Pewnej nocy podczas patrolu w wyniku pomyłki zabija cywila. Zwierzchnicy gratulują mu czujności, jednak sytuacja okazała się dla niego wstrząsem.

## Obsada
Źródło: Filmweb

- Jang Dong-gun – Kang Sang-byeong
- Kim Yeong-jae
- Kim Tae-woo
- Park Yun-jae
- Kim Kang-woo
- Kim Gu-taek
- Jin Jeong
- Yoo Hae-jin – Cheol-gu
- Park Ji-a – Mi-yeong
- Kim Jeong-hak – Kim Sang-byeong

## Nagrody i nominacje
Źródło: Internet Movie Database
| Rok  | Miejsce                | Nagroda                    | Odbiorcy i nominowani | Wynik     |
| ---- | ---------------------- | -------------------------- | --------------------- | --------- |
| 2002 | MFF w Karlowych Warach | FIPRESCI Prize             | Kim Ki-duk            | Wygrana   |
| 2002 | MFF w Karlowych Warach | NETPAC Award               | Kim Ki-duk            | Wygrana   |
| 2002 | MFF w Karlowych Warach | Town of Karlovy Vary Award | Kim Ki-duk            | Wygrana   |
| 2002 | MFF w Karlowych Warach | Crystal Globe              | Kim Ki-duk            | Nominacja |